# Уейтсбърг
Уейтсбърг (на английски: Waitsburg) е град в окръг Уола Уола, щата Вашингтон, САЩ. Уейтсбърг е с население от 1212 жители (2000) и обща площ от 2,5 km². Намира се на 385 m надморска височина. ЗИП кодът му е 99361, а телефонният му код е 509.